# Alpaida moka
Alpaida moka este o specie de păianjeni din genul Alpaida, familia Araneidae, descrisă de Levi, 1988.
Este endemică în Bolivia. Conform Catalogue of Life specia Alpaida moka nu are subspecii cunoscute.